# 民間監察世貿聯盟
民間監察世貿聯盟由香港多個民間團體組成，主要為監察世界貿易組織及2005年世貿香港部長級會議。希望向世貿組織表達意見。
民間監察世貿聯盟於2004年9月22日創立，組織機構有31個，包括勞工團體，人權團體，研究機構等代表草根階層的機構。聯盟的目標是反對自由貿易，希望促使世貿無法就進一步擴大投資及貿易自由達成協議，推動香港的反私有化，反外判化的運動，並希望傳媒關注中國加入世貿組織後勞動人民的處境。
民間監察世貿聯盟主要工作包括：
1. 聯繫本地工會組織及民間團體的力量，發展對世貿的共同議題及立場。
2. 推動公眾教育及宣傳活動，提高社會人士對世貿的關注及了解。
3. 為針對世貿部長級會議的相關民間活動及預備工作籌募經費。
4. 統籌及協調世貿部長級會議在港舉行期間由民間發起的研討及抗爭活動。
5. 負責聯繫及協調國際間的關注團體。
6. 倡議改善政府現行不民主及不透明的世貿決策政策。

## 外部連結
- 民間監察世貿聯盟
- 2005民間監察世貿聯盟網頁
- 使用不必要武力　無故滋擾示威者 民間世貿報告批警12宗罪 （页面存档备份，存于）
- 港民間監察世貿聯盟為年底世貿民間活動熱身 （页面存档备份，存于）
- 民 間 監 察 世 貿 聯 盟 加 入 南 韓 農 民 遊 行[]